# Stacey Doubell
Stacey Doubell, née le 23 mars 1987, est une joueuse sud-africaine de badminton.

## Carrière
Stacey Doubell est sacrée championne d'Afrique en 2006 en double dames avec Michelle Edwards. 
En 2007, elle obtient aux Championnats d'Afrique la médaille de bronze en double dames avec Kerry-Lee Harrington et en simple dames, et aux Jeux africains la médaille d'argent par équipe mixte et la médaille de bronze en simple dames et en double dames avec Kerry-Lee Harrington.
Elle remporte aux Championnats d'Afrique 2009 la médaille d'argent en simple dames et en double dames avec Kerry-Lee Harrington et la médaille de bronze en double mixte avec Dorian James. Elle est vice-championne d'Afrique de simple dames en 2010.
En 2011, elle obtient aux Championnats d'Afrique la médaille d'or en simple dames, et aux Jeux africains la médaille d'or en double dames avec Annari Viljoen, la médaille d'argent par équipe mixte et la médaille de bronze en simple dames et en double mixte avec Enrico James.
Aux Championnats d'Afrique 2012, elle décroche la médaille d'argent en double mixte avec Michelle Butler-Emmett, la médaille de bronze en simple dames et la médaille de bronze en double mixte avec Enrico James.